# Miramare (Trieste)
Miramare (Miramar sia in dialetto triestino che nella originaria dizione spagnola voluta da Massimiliano D'Asburgo) è un quartiere del comune di Trieste, a circa 7 km dal centro cittadino.
Prende il nome dal castello di Miramare con il parco annesso.
Attorno al promontorio di Miramare si estende la riserva naturale marina di Miramare, istituita nel 1986. È una zona a protezione integrale, con un'estensione di 30 ettari, circondata da un'altra zona a protezione parziale, di altri 90 ettari, istituita nel 1994.
Il quartiere si estende da Grignano fino alla stazione ferroviaria di Miramare, ai limiti del celebre parco.

## Campus di Miramare
Miramare è sede di alcuni enti di ricerca scientifica, tra cui:
- l'ICTP (International Centre for Theoretical Physics);
- il Leonardo Building della Facoltà di Fisica dell'Università di Trieste;
- il Laboratorio dell'Immaginario Scientifico nella vicina Grignano;
- il Biodiversitario Marino - Museo immersivo dell'Area Marina Protetta di Miramare.[2]

Dalla fondazione nel 1978 al 2010 è stata sede principale della Scuola Internazionale Superiore di Studi Avanzati, prima di trasferirsi nel nuovo campus nei pressi di Opicina.
Dal 1979 fa parte della rete mondiale di riserve della biosfera.